# Ernie Banks
Ernest "Ernie" Banks (Dallas, Texas, 31 de enero de 1931 - Chicago, Illinois, 23 de enero de 2015) fue un beisbolista estadounidense que pasó toda su carrera con los Chicago Cubs (1953-1971). Banks fue un miembro del Salón de la Fama del Béisbol. Su apodo era Sr. Cub. Residió en la zona de Los Ángeles.

## Carrera como jugador
Banks se registró con los Kansas City Monarchs, un equipo de las Ligas Negras en 1950 y entró en las Grandes Ligas en 1953 con los Chicago Cubs como su primer jugador negro. Jugó con los Cubs durante toda su carrera, empezando como parador en corto y luego jugando en primera base en 1962. Banks llevó el número 14, y es uno de solo cuatro jugadores de los Cubs a quienes han tenido sus números retirados por la organización. Es conocido por su frase personal "Es un bello día para un partido... ¡juguemos dos!" Así se expresó su deseo de jugar un doubleheader (sustantivo en inglés para indicar dos partidos seguidos el mismo día) cada día por su amor del deporte de béisbol, sobre todo si iba a jugar en su campo preferido, el Wrigley Field. En 1955, obtuvo el récord para el mayor número de grand slams en una temporada con cinco, una marca que nadie pudo superar durante más de 20 años.
Banks ganó dos veces el título de jugador más valioso, en 1958 y 1959, pese al hecho que los Cubs no estaban en una posición destacada en esa temporada. Jimmy Dykes dijo que "¡sin Ernie Banks, los Cubs hubiesen acabado en Albuquerque!".
El 2 de septiembre de 1965, Banks bateó su cuadrangular número 400. El 12 de mayo de 1970 en el Wrigley Field de Chicago, bateó el 500. Banks se jubiló con 512 jonrones, el mayor número marcado en la historia por un shortstop. Banks actualmente tiene el récord para más hits extra base de un jugador de los Cubs con 1009.

## Carrera como entrenador
El 1 de diciembre de 1971, Banks se jubiló como jugador y los Cubs le firmaron como entrenador.
En 8 de mayo de 1973, Whitey Lockman, el técnico de los Cubs, fue expulsado del partido. Banks tomó su lugar por los dos últimos innings del partido de 12 entradas contra los San Diego Padres (los Cubs les ganaron 3 a 2). Así, Banks se convirtió efectivamente (si no oficialmente) en el primer técnico negro de las Grandes Ligas, adelantándose al contrato de Frank Robinson por casi dos años.

## Honores
Banks fue uno de los beisbolistas más amados en la historia de los deportes en Chicago. Siempre promocionó los Cubs y partidos durante el día en Wrigley Field. Su popularidad y actitud positiva inspiraron apodos como 'Sr. Cub' y 'Sr. Sunshine' (Sr. Soleado).
El 22 de agosto de 1982 su número, el 14, fue el primero en ser retirado por los Cubs. De hecho, dicho número estaba retirado de facto desde hacía nueve años.
En 1977, en su primer año de elegibilidad, Banks fue admitido al Salón de Fama de Béisbol.
En 1999, ocupaba el puesto número 38 en la lista de mejor beisbolista publicada por The Sporting News, y fue votado al Equipo de Siglo de la Major League Baseball.

## Otra información
Durante finales de la década de 1960 e inicios de los años 1970, Ernie Banks administraba una concesionaria de autos llamada Ernie Banks Ford en la carretera Stony Island Avenue en Chicago.
En junio del 2006, Crain's Chicago Business informó que Ernie Banks fue parte de un grupo buscando una posible oportunidad de comprar los Chicago Cubs, en caso de que Tribune Company decidiera vender el club.
Banks es el tío abuelo del base de los Atlanta Hawks Acie Law IV.

## Estadísticas
- Altura: 1.85 m
- Peso: 82 kg
- Batea: Derecha
- Lanza: Derecha
- Número: 14
- MLB
  - Promedio de bateo: .274
  - Hits: 2,583
  - Carreras impulsadas: 1,636
  - Home runs: 512
- Líder de toda la historia de los Cubs:
  - Partidos jugados (2,528)
  - Turnos al bat (9,421)
  - Bases totales (4,706)

- Récords en una sola temporada de las Grandes Ligas
  - 5 grand slams en 1955

### Años encabezando la categoría estadística de la liga
- Líder como campocorto en las grandes ligas:
  - Promedio de fielding - 1 vez
  - Errores cercanos - 1 vez
- Líder en la Liga Nacional:
  - Partidos jugados - 6 veces
  - Bateos extra-base - 4 veces
  - Home runs - 2 veces
  - Carreras impulsadas - 2 veces
  - Porcentaje de slugging - 1 vez
  - Bases totales - 1 vez
  - Turnos al bat - 1 vez